# Mario Arrieta
Mario Andrés Arrieta Suárez (Texas, Estados Unidos, 28 de agosto de 1992) es un futbolista estadounidense de ascendencia mexicana, juega como mediocampista y actualmente se encuentra en el Gudja United FC de la Premier League de Malta.

## Trayectoria

### Gudja United FC
El 11 de agosto de 2021 se hace oficial su llegada al Gudja United FC firmando un contrato por un año.

## Estadísticas

### Clubes
Actualizado al último partido jugado el 14 de abril de 2021.
| C. F. Indios · México                                                          | 3.ª                 | 2010-11             | 12  | 1  | - | - | - | - | 12  | 1  | 0,08 |
| C. F. Indios · México                                                          | 3.ª                 | C-2011              | 10  | 0  | - | - | - | - | 10  | 0  | 0,00 |
| C. F. Indios · México                                                          | 3.ª                 | A-2011              | 13  | 1  | - | - | - | - | 13  | 1  | 0,08 |
| C. F. Indios · México                                                          | Total               | Total               | 35  | 2  | 0 | 0 | 0 | 0 | 35  | 2  | 0,06 |
| Indios de la UACJ · México                                                     | 2.ª                 | 2013                | 7   | 0  | - | - | - | - | 7   | 0  | 0,00 |
| Indios de la UACJ · México                                                     | 2.ª                 | 2013-14             | 33  | 1  | - | - | - | - | 33  | 1  | 0,03 |
| Indios de la UACJ · México                                                     | 2.ª                 | 2014-15             | 25  | 1  | - | - | - | - | 25  | 1  | 0,04 |
| Indios de la UACJ · México                                                     | Total               | Total               | 65  | 2  | 0 | 0 | 0 | 0 | 65  | 2  | 0,03 |
| Tampico Madero F. C. · México                                                  | 2.ª                 | 2015-16             | 5   | 0  | - | - | - | - | 5   | 0  | 0,00 |
| Tampico Madero F. C. · México                                                  | Total               | Total               | 5   | 0  | 0 | 0 | 0 | 0 | 5   | 0  | 0,00 |
| Reynosa F. C. · México                                                         | 2.ª                 | 2016-17             | 20  | 1  | - | - | - | - | 20  | 1  | 0,05 |
| Reynosa F. C. · México                                                         | Total               | Total               | 20  | 1  | 0 | 0 | 0 | 0 | 20  | 1  | 0,05 |
| San Ġwann F. C. Malta                                                          | 2.ª                 | 2017-18             | 19  | 9  | 2 | 0 | - | - | 21  | 9  | 0,43 |
| San Ġwann F. C. Malta                                                          | Total               | Total               | 19  | 9  | 2 | 0 | 0 | 0 | 21  | 9  | 0,43 |
| Qormi F. C. Malta                                                              | 1.ª                 | 2018-19             | 7   | 0  | - | - | - | - | 7   | 0  | 0,00 |
| Qormi F. C. Malta                                                              | Total               | Total               | 7   | 0  | 0 | 0 | 0 | 0 | 7   | 0  | 0,00 |
| Gudja United FC Malta                                                          | 1.ª                 | 2021-22             | 0   | 0  | - | - | - | - | 0   | 0  | 0,00 |
| Gudja United FC Malta                                                          | Total               | Total               | 0   | 0  | 0 | 0 | 0 | 0 | 0   | 0  | 0,00 |
| Total en su carrera                                                            | Total en su carrera | Total en su carrera | 151 | 14 | 2 | 0 | 0 | 0 | 153 | 14 | 0,09 |
| (1) Incluye datos de Copa Maltesa. (3) No incluye goles en partidos amistosos. |                     |                     |     |    |   |   |   |   |     |    |      |